# Linia kolejowa nr 390
Linia kolejowa nr 390 – niezelektryfikowana, jednotorowa linia kolejowa znaczenia miejscowego łącząca stację Bzowo Goraj ze stacją Czarnków, przebiegająca przez województwo wielkopolskie.